# Craig Hall
Craig Hall  (Auckland, 14 de abril de 1974) é um ator neozelandês naturalizado americano.

## Carreira

### Filmes
- Siren (1996) .... Soldado
- Savage Honeymoon (2000) .... Dean Savage
- The World's Fastest Indian (2005) .... Antarctic Angel
- King Kong (2005) .... Mike
- Perfect Creature (2006) .... Dominic
- Knife Shift (2006) .... Shane
- Embers (2006) .... Jonathan
- Eagle vs Shark (2007) .... Doug Davis
- The Ferryman (2007) .... Chris Hamilton
- 30 Days of Night (2007) .... Wilson Bulosan
- The Water Horse (2007) .... Charlie MacMorrow
- Show of Hands (2008) .... Tom
- Avalon High (2010)
- The Devil's Rock (2011) ... Captain Ben Grogan
- Boy (2010) .... Mr Langston
- Love Birds (2011) .... Craig
- O Hobbit: A Desolação de Smaug (2013) ..... Galion

### Televisão
- Shortland Street (1992) TV .... Leo Kenny (não creditado)
- Hercules: The Legendary Journeys .... Timuron em "Highway to Hades" (27 de novembro de 1995)
- Duggan .... Jason Bridges em "Death in Paradise" (13 de outubro de 1997)
- The Chosen (1998) (TV) .... Darren
- Cleopatra 2525 .... Guarda em "Mind Games" (7 de fevereiro de 2000)
- Street Legal .... Justin Lynch em "Who Lives by the Sword" (25 de julho de 2000)
- Xena: Warrior Princess .... Raczar em "Dangerous Prey" (27 de janeiro de 2001)
- The Vector File (2002) .... Melvin
- Mataku .... Private Tatts em "The Lost Tribe" (14 de novembro de 2002)
- Revelations (2002) .... Joseph of Arimathea em "The Good Samaritan" (2 de fevereiro de 2003)
- Mercy Peak (1999) .... Ryan em "The Day That the Rain Came Down" (14 de fevereiro de 2003)
- The Strip (2002-2003) .... Clint
- Interrogation (2005) .... Jason Sumner em "As If Nothing Had Happened" (30 de outubro de 2005)
- Burying Brian (2008) .... Pete Donnelly
- Outrageous Fortune (2008-) .... Nicky Greegan
- East of Everything (2009) .... Carter Smith